# Buford, Wyoming
Buford, även marknadsfört som PhinDeli Town Buford, är ett kommunfritt område i Albany County, Wyoming, USA. Det ligger mellan Laramie och Cheyenne vid vägen Interstate 80. Buford är genom sitt läge på 2 400 meters höjd över havet den högst belägna bosättningen längs Interstate 80. Orten är uppkallad efter general John Buford.

## Historia
Buford grundades 1866 under byggandet av den transamerikanska järnvägen. När staden nådde sin befolkningskulmen hade den 2 000 invånare. 1980 flyttade Don Sammons till Buford med fru och son. 1992 köpte han orten. 1995 dog hans fru och hans son flyttade 2007, vilket gjorde honom till Bufords enda invånare. 
Byn, som består av en dagligvaruhandel, bensinstation och modulhus på totalt fyra hektar land, gick till försäljning när Sammons bestämde sig för att bosätta sig närmare sonens bostad. Den auktionerades ut den 5 april 2012, där det högsta budet på 900 000 amerikanska dollar (vilket var då cirka 6,3 miljoner svenska kronor) lades av två vietnameser. En av dessa två vietnameser och en av de 25 personer som deltog i budgivningen vann budgivningen. Omkring 20 föranmälda budgivare befann sig på plats och andra anmälda budgivare befann sig i Hongkong, New York, Florida, Kansas och Wyoming. Den vinnande vietnamesen ville vara anonym, men han var i orten Buford vid budgivningen. Det avslöjades senare att vinnaren i budgivningen var Phạm Ðình Nguyên.